# Volker Harms
Volker Harms (* 13. Oktober 1941 in Wilhelmshaven) ist ein deutscher Ethnologe an der Eberhard Karls Universität Tübingen. Sein geographisches Spezialgebiet ist West-Polynesien, seine Sachgebiete sind Museumsethnologie, Museumspädagogik, Materielle Kultur, Ethik der ethnographischen Forschungen und Fachgeschichte der Ethnologie.

## Leben und Wirken

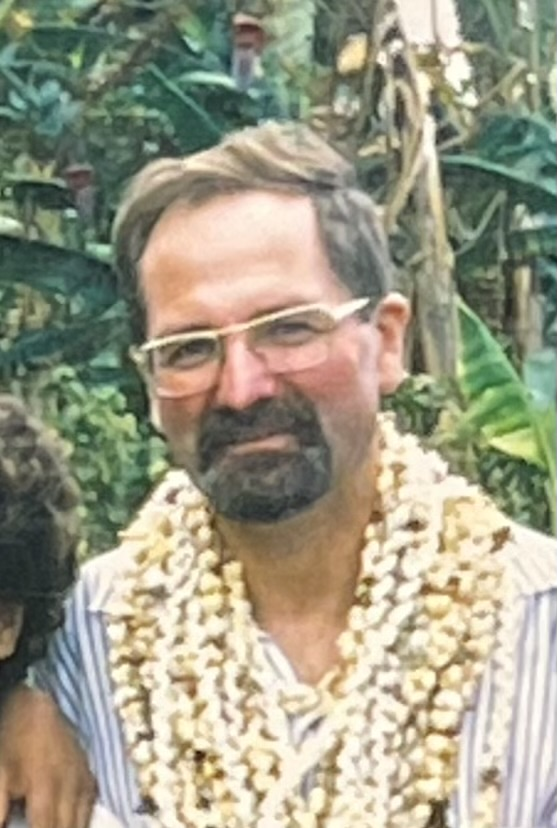
Volker Harms 1987 bei Verabschiedung von Tuvalu

Nach seiner 1962 erfolgten Reifeprüfung in Hamburg studierte Volker Harms zunächst Kunstgeschichte, Romanistik und Klassische Archäologie an der Universität Hamburg, wechselte jedoch nach einem Semester zum Fach Ethnologie, hinzu kamen als Nebenfächer Soziologie und Vergleichende Erziehungswissenschaft. Seine Promotion erfolgte 1969 in Hamburg bei Erhard Schlesier. Anschließend arbeitete er als wissenschaftlicher Assistent an der Universität Göttingen. Er forschte zunächst über die hochschuldidaktischen Möglichkeiten des Projektstudiums in der Ethnologie. Dann schloss er sich einem interdisziplinär organisierten Handlungsforschungs-Projekt zu Problemen des sozialen Vorurteils bei Grundschulkindern an. Er verfasste zwei der drei Zielbegründungen des Projekts und übernahm wesentliche Aufgaben für die inhaltliche Gestaltung des dritten Themenbereichs, der den sozialen Vorurteilen gegenüber Afrikanern gewidmet wurde. Für das Ergebnis ihrer Arbeit erhielt die Projekt-Gruppe den „Grundschulpreis '76“ Dies führte zu einem Langzeit-Programm mit dem Thema „Unterricht über die Dritte Welt“, das an der Universität Bremen eingerichtet wurde und an dem Harms sich kontinuierlich mit eigenen Projekten beteiligte.
Mit seinem Wechsel an das Überseemuseum in Bremen ab dem Jahr 1978 wurden Museumsethnologie und Museumspädagogik zu seinen zentralen Arbeitsfeldern. Zu einem besonderen Erfolg wurde eine in Zusammenarbeit mit der Völkerkunde-Sammlung in Lübeck speziell für Schulkinder konzipierte und organisierte Wander-Ausstellung mit dem Titel „Afrikanische Kinder als Konstrukteure“. Die Ausstellung reiste in einem fahrbaren Container in den Jahren 1979 und 1980, begleitet von einem Museumspädagogen, auf einer Tour von Schulhof zu Schulhof sowohl durch Westdeutschland als auch für mehrere Wochen durch den Südosten von Frankreich.
Nach der Ausarbeitung eines Konzepts für Museumspädagogik im Übersee Museum wechselte Harms 1980 als Dozent (Wissenschaftlicher Oberrat) und Kustos der dortigen Ethnologischen Sammlung an das Institut für Ethnologie der Eberhard Karls Universität Tübingen. Besondere Bedeutung erzielte 1984 eine Ausstellung und ihr Katalog mit dem Thema Andenken an den Kolonialismus. Mit Bezug darauf und einem parallel dazu publizierten Essay wurde Harms 1986 zu einer kurzfristigen Gast-Dozentur an die Humboldt-Universität in Ost-Berlin eingeladen. 1987 hielt er sich drei Monate auf den Atollen Funafuti und Nukufetau des Inselstaats Tuvalu für forschendes Sammeln und zwei Monate auf der Inselgruppe Wallis und Futuna für Archivforschungen auf, mit dem Ertrag von zum einen einer Reihe von Aufsatzpublikationen, zum anderen einer 150 ethnographische Objekte umfassenden Sammlung, zu der u. a. ein Auslegerboot mit zwei austauschbaren Segeln gehört.
Weltweites Aufsehen erregte seine erstmals 1998 publizierte Entdeckung, dass ein Wandpaneel mit einer Ahnendarstellung der Maori in der ethnologischen Sammlung der Universität Tübingen von der ersten Südsee-Expedition (1768–1771) von James Cook stammte („Tübinger Poupou“). Ebenfalls 1998 eröffnete er die ständige Ausstellung der Tübinger Ethnologischen Sammlung mit dem Titel „Weltkulturen“.
Im Weiteren – auch nach seiner Pensionierung 2006 – konzentrierte er sich vor allem auf Museumsethnologie, Ethik der Ethnologie und Fachgeschichte der Ethnologie.

## Veröffentlichungen (Auswahl)
- Der Terminus "Spiel" in der Ethnologie. Eine begriffskritische Untersuchung dargestellt anhand von Berichten über die Kultur der Samoaner (= Arbeiten aus dem Institut für Völkerkunde der Universität zu Göttingen, Bd. 4). Renner, München 1969 (= Dissertation Universität Hamburg).
- Projektstudium der Ethnologie. Hochschuldidaktische Möglichkeiten unter den derzeitigen Bedingungen der Hochschulorganisation. In: Zeitschrift für Ethnologie, Bd. 97 (1972), H. 2, S. 161–183.
- (mit Barbara Zahn): Werkstatt Dritte Welt. In: (Hrsg. Uwe Hameyer et al.) Innovationsprozesse in der Grundschule, Bad Heilbrunn 1992, S. 197–214, ISBN 3-7815-0688-6.
- (Hrsg.): Andenken an den Kolonialismus. Eine Ausstellung des Völkerkundlichen Instituts der Universität Tübingen (= Ausstellungskataloge der Universität Tübingen, Bd. 17). Attempto-Verlag, Tübingen 1984, ISBN 3-921552-55-9.
- Ein Problem der Ethik in den Museen für Völkerkunde: Die Beteiligung der 'Betroffenen' an Ausstellungen über ihre Kultur. In: Hermann Amborn (Hrsg.): Unbequeme Ethik: Überlegungen zu einer verantwortlichen Ethnologie, Berlin 1993, S. 89–100. ISBN 3-496-02523-9.
- "Südseebilder". Zur Ethnographiegeschichte einer Foto-Sammlung aus den Jahren 1890–1910. In: Tribus, Bd. 40 (1991), S. 161–177.
- (Hrsg.:)"Südseebilder". Materialien zu einer Ausstellung. Völkerkundliches Institut, Tübingen 1992.
- Ethnographische Kunstobjekte als Beute des europäischen Kolonialismus. In: Kritische Berichte. Zeitschrift für Kunst- und Kulturwissenschaften, Bd. 23 (1995), S. 15–31.
- Reiseberichte aus der Südsee und Australien. In: Hans Heid (Hrsg.): Von Erfahrung aller Land. Reiseberichte aus der Zeit des 16. bis zur Mitte des 19. Jahrhunderts in der Historischen Bibliothek der Stadt Rastatt. Stadt Rastatt 1997, S. 211–254, ISBN 3-923082-22-3.
- "What Hitler did to them!" Kritische Anmerkungen zur bisherigen Bearbeitung des Themas Ethnologie und Nationalsozialismus am Beispiel des "Falles" Julius Lips. In: Sociologus. Zeitschrift für empirische Ethnosoziologie und Ethnopsychologie, Bd. 47 (1997), S. 78–96.
- Ein "Ancestor-Panel" der Maoris von der ersten Südsee-Reise (1768–1771) James Cooks in der ethnographischen Sammlung der Universität Tübingen entdeckt. In: Baessler-Archiv, N.F., Bd. 46 (1998), S. 429–441.
- Fremde Kulturen verstehen. Eine Führung durch die völkerkundliche Sammlung der Universität Tübingen. Eberhard Karls Universität Tübingen 2005.
- (Hrsg. mit Gottfried Korff und Anette Michels): Achtunddreißig Dinge. Schätze aus den Natur- und Kulturwissenschaftlichen Sammlungen der Universität Tübingen, Ausstellungskatalog 2006.
- Produktion ethnographischer Filme im Stil von Paparazzi? Probleme der Ethik in der Visuellen Ethnologie. In: Anette Hornbacher (Hrsg.): Ethik, Ethos, Ethnos. Aspekte und Probleme interkultureller Ethik, Bielefeld 2006, S. 75–86, ISBN 3-89942-490-5.
- Lehren und Forschen in der Emigration – Julius Lips als Visiting Professor 1937-1939 an der Howard University in Washington, D.C. In: Ingrid Kreide-Damani (Hrsg.): Ethnologie im Nationalsozialismus. Julius Lips und die Geschichte der "Völkerkunde", Wiesbaden 2010, S. 375–397, ISBN 978-3-89500-774-3.
- Die Debatte über eine Zusammenarbeit mit dem Militär in der Ethnologie: Hilfe zur besseren Kriegsführung? In: Thomas Nielebock, Simon Meisch, Volker Harms (Hrsg.) Zivilklauseln für Forschung, Lehre und Studium. Hochschulen zum Frieden verspflichtet, Baden-Baden 2012, S. 289–304, ISBN 978-3-8329-7551-7.
- (Hrsg.): Carl Traub – Südsee-Tagebuch eines Bremer Kaufmanns (1845–1848). Deutsches Schiffahrtsmuseum, Bremerhaven 2012, ISBN 978-3-86927-134-7.
- The New Hebrides and New Caledonia – Confrontations as Mirrored by the Collected Items / Neue Hebriden und Neukaledonien – Konfrontationen im Spiegel der gesammelten Ethnographica. In: Brigitta Hauser-Schäublin, Gundolf Krüger (Hrsg.): James Cook. Gifts and Treasures from the South Seas / Gaben und Schätze aus der Südsee – The Cook/Forster Collection, Göttingen / Die Göttinger Sammlung Cook/Forster, München, New York 1998, S. 221–233, ISBN 3-7913-1868-3.
- Bedenken gegen die "Frankfurter Erklärung" zur Ethik in der Ethnologie. In: Paideuma. Mitteilungen zur Kulturkunde, Bd. 57 (2011), S. 267–285
- Das Tübinger Poupou. Ein Maori-Schnitzwerk der ersten Südsee-Expedition James Cooks (= Kleine Monographien des MUT, Bd. 7). Museum der Universität Tübingen MUT 2017, ISBN 978-3-9817947-5-5.
- Augustin Krämer. Südseeforscher, Generaloberarzt der Marine, Professor für Völkerkunde 1865-1941. In: Lebensbilder aus Baden-Württemberg, Bd. 26 (2023), S. 194–232, ISBN 978-3-7995-9590-2.